# Noah Mills
Noah Mills né le 26 avril 1983 à Toronto est un mannequin et acteur canadien.